# 瓊斯伯勒 (伊利諾伊州)
瓊斯伯勒（英語：Jonesboro）是一個位於美國伊利諾伊州猶尼昂縣的城市。根據2010年美國人口普查，該地共人口1821人，而該地的面積約為7.01平方千米。同時該地也是猶尼昂縣的縣治。

## 地理
瓊斯伯勒的座標為37°27′04″N 89°16′17″W / 37.45111°N 89.27139°W，而該地的平均海拔高度為172米（即564英尺）。